# Volby do Národního shromáždění 1968
Volby do Národního shromáždění 1968 byly plánované, později opakovaně odložené a nakonec neuskutečněné volby do Národního shromáždění Československé socialistické republiky (a zároveň s tím do dalších zákonodárných a zastupitelských orgánů) v době pražského jara.

## Popis voleb a dobových souvislostí
V roce 1964 proběhly volby do zastupitelských orgánů Československa, v jejichž rámci se během jednoho volebního aktu rozhodlo o složení zastupitelských orgánů na všech úrovních, tedy místních národních výborů a městských národních výborů (včetně obvodních národních výborů), okresních národních výborů, krajských národních výborů, Slovenské národní rady i Národního shromáždění Československé socialistické republiky. Podle Ústavy Československé socialistické republiky mělo funkční období všech těchto sborů skončit k červnu 1968, kdy se plánovaly opět jednotně provedené volby do všech úrovní zastupitelských a zákonodárných orgánů Československa.
V září 1967 ovšem Ústřední výbor Komunistické strany Československa rozhodl, že volby v roce 1968 budou rozděleny. Národní shromáždění se pak v listopadu 1967 usneslo, že volby do národních výborů místní, městské, obvodní, okresní a krajské úrovně se budou konat 19. května 1968, zatímco volby do Národního shromáždění Československé socialistické republiky a Slovenské národní rady až 17. listopadu 1968 a zahájilo v tomto smyslu proces ústavního zákona o několikaměsíčním prodloužení volebního období parlamentu. Tento ústavní zákon nabyl účinnosti k 1. lednu 1968.
S tím, jak od počátku roku 1968 zrychlovalo tempo politických a společenských změn v Československu v souvislosti se startem reformního procesu pražského jara, začaly ovšem sílit názory, že bude vhodnější květnové volby do národních výborů odložit. Důvodem k odkladu mělo být poskytnutí času k větší přípravě a začlenění novinek z Akčního programu ÚV KSČ. 11. dubna 1968 rozhodlo předsednictvo Národního shromáždění, že květnové místní, městské, obvodní, okresní a krajské volby budou skutečně odloženy. O odkladu voleb do Národního shromáždění ČSSR a Slovenské národní rady se v této fázi ovšem nemluvilo a stále platil jejich listopadový termín. Podle zákona č. 113/67 Sb. měly volby probíhat v modelu vícemandátových okrsků s převahou počtu kandidátů nad počtem mandátů. Předpokládalo se sice zachování systému Národní fronty, ale novinka měla potenciál vytvořit alespoň částečnou politickou soutěž.
Situace se dále proměnila v létě roku 1968. Prohlubování reformního procesu a zároveň zásadní debaty o státoprávním uspořádání Československa vedly k dalšímu odkladu voleb. Návrh ústavního zákona k 1. červenci 1968 konstatoval v důvodové zprávě, že „se ukazuje jako nemožné, konat již nyní volby do národních výborů a nebude ani možné, aby volby do Národního shromáždění a Slovenské národní rady byly konány v termínu, stanoveném v ústavním zákoně č. 712/1967 Sb.“ Ohledně náhradního termínu voleb v důvodové zprávě stálo, že „Přesné termíny konání nových voleb není prakticky možné v současné době stanovit, a tím tedy není ani možno určit termín, kdy končí volební období dosud fungujících zastupitelských sborů. Proto také tento zákon stanoví, že jejich volební období končí dnem všeobecných voleb zastupitelských sborů. Je možno ovšem vycházet z toho, že všechny připravované změny v uspořádání struktury orgánů v naší republice budou vyřešeny v dohledné době, a proto zákon omezuje lhůtu, do níž mají být volby provedeny, koncem roku 1969.“
Po invazi vojsk Varšavské smlouvy v srpnu 1968 a nástupu normalizace byly volby do Národního shromáždění odloženy ještě dál. V říjnu 1969 další ústavní zákon rozhodl, že „volební období národních výborů, národních rad a Federálního shromáždění se prodlužuje a končí dnem všeobecných voleb do těchto zastupitelských sborů, nejpozději dnem 31. prosince 1971.“ Volby se konaly nakonec až v listopadu 1971 (volby do zastupitelských orgánů Československa 1971) v zcela jiném kontextu (federalizace Československa, návrat k rigidnímu systému jednomandátových obvodů s minimální politickou soutěží).